# Plagiogrammus
Plagiogrammus is een monotypisch geslacht van straalvinnige vissen uit de familie van stekelruggen (Stichaeidae).

## Soort
- Plagiogrammus hopkinsii Bean, 1894